# マジェスティック・アスレティック

マジェスティック・アスレチック（Majestic Athletic）は、アメリカ合衆国ペンシルベニア州バンガーに本社を置くスポーツ衣料品メーカーである。

## 概要
かつてはザ・ノース・フェイス、VANS、ティンバーランドといった有力ブランドを抱えるアパレル大手VFコーポレーションのスポーツライセンスグループ事業のブランドであった。
2008年にマジェスティック アジア（Majestic Asia, Incorporated）が設立され、2009年より日本支社事務所・マジェスティック ジャパンを開設。日本国内での販売活動を展開している。
2017年4月4日、マジェスティック・アスレティックブランドを含むVFコーポレーションのLSG事業が、ファナティクス社へ2億2500万ドルで売却された。売却対象にはイーストンの製造工場も含まれており、OEMではあるが同工場によるユニフォーム生産は継続される見込み。以降はスポーツ用品のオンライン販売会社ファナティクスの傘下である。

### 野球ユニフォーム
古くからメジャーリーグベースボール（MLB）のチームに、ユニフォームサプライヤーとしてユニフォームを供給しており、1982年には練習ジャージを、2005年には全30チームのユニフォーム等を供給する独占契約を結んだ（2019年まで）。
帽子の製造と流通管理はニューエラ・キャップ・カンパニーが行うが、その他はファナティクスが製造と流通管理を行う。
2014年シーズンからは日本プロ野球の東北楽天ゴールデンイーグルス（2019年まで）、2016年シーズンからは東京ヤクルトスワローズ、福岡ソフトバンクホークス、埼玉西武ライオンズ、2017年からは千葉ロッテマリーンズ（2019年まで）のそれぞれユニフォームのオフィシャルサプライヤーとなる。